# Dům Autoavia
Dům Autoavia se nachází v Městské památkové zóně v obchodně správní části Karlových Varů v ulici Dr. Davida Bechera 827/3. Byl postaven v letech 1930–1931.

## Historie
Nový dům si nechal postavit Richard Rindler, majitel autoservisu automobilových značek PRAGA a AVIA. Projekt novostavby vypracoval v dubnu 1930 architekt Arnošt (Ernst) Lövy z Karlových Varů. Stavební práce realizovala stavební firma Kubíček & Baier v letech 1930–1931. V domě byla i firemní prodejna společnosti Popper & Rindler, ve dvoře pak měla své zázemí.

## Ze současnosti
V roce 2014 byl dům Autoavia uveden v Programu regenerace Městské památkové zóny Karlovy Vary 2014–2024 v části II. (tabulková část 1–5 Přehledy) v Seznamu památkově hodnotných objektů na území MPZ Karlovy Vary a jejich aktuální stav s vyjádřením vyhovující.
V objektu se v přízemí nachází lékárna a v patrech ordinace lékařů. V současnosti (březen 2023) je budova evidována jako objekt k bydlení ve vlastnictví firmny KARLOPHARMA spol. s r.o.

## Popis

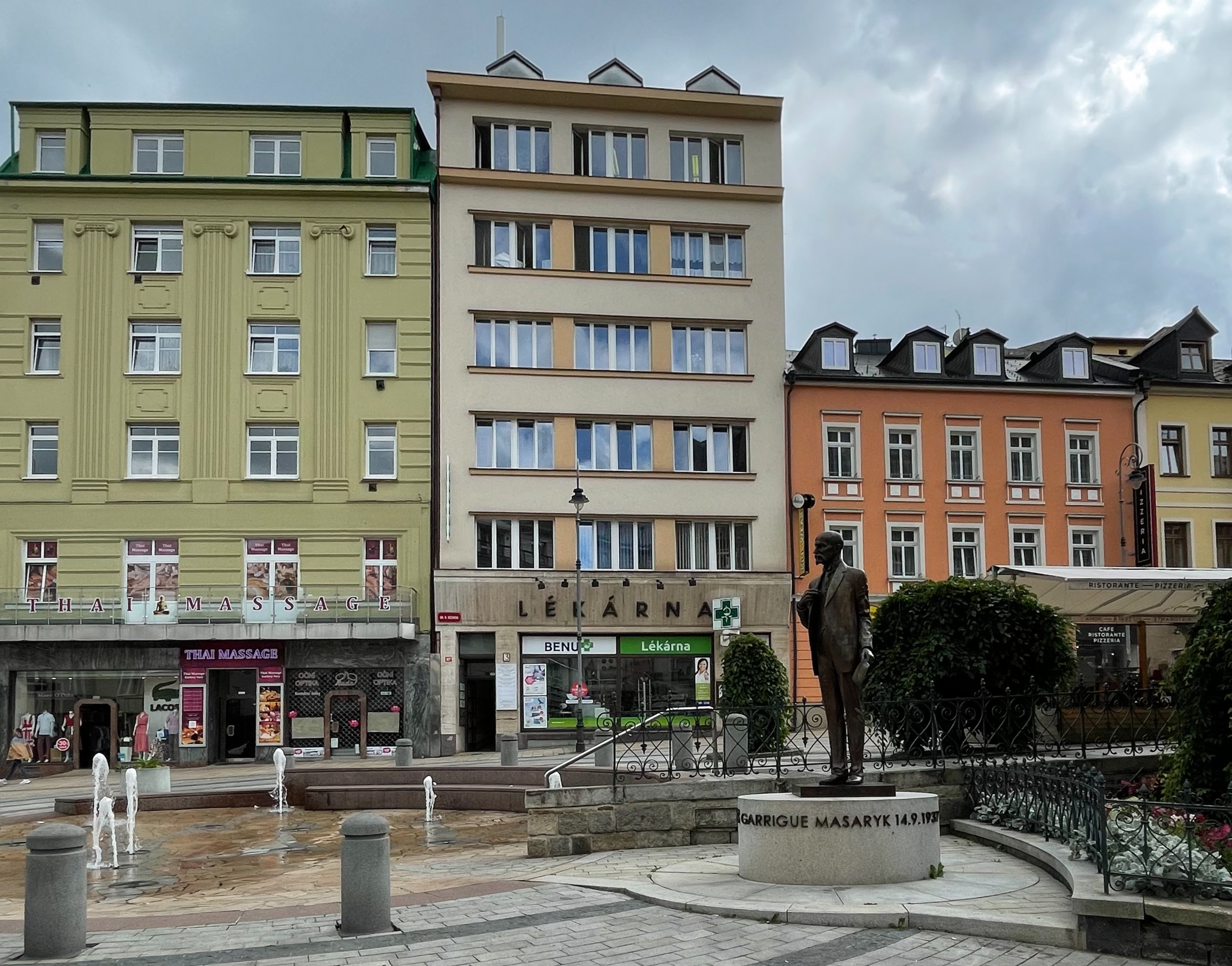
Dům Autoavia v centru města, vlevo část domu Keramik, v popředí Masarykův pomník

Dům stojí v centru obchodně správní části města u menšího prostranství spojujícího ulice Dr. Davida Bechera, T. G. Masaryka a Bulharské. V prostoru byl zřízen vodotrysk a v roce 2007 zde byl instalován Masarykův pomník, práce karlovarského rodáka, akademického sochaře Jana Kotka.
Objekt má téměř funkcionalistický ráz. Strohá fasáda uličního průčelí byla vybavena širokými pásovými okny. Obchodní portál je masivní, se šikmou deskou pro firemní nápis, obložený travertinovými deskami. V patrech jsou zachovány původní stavební prvky a mobiliář.